# Cratioma myops
Cratioma myops är en insektsart som först beskrevs av Jean Guillaume Audinet Serville 1838.  Cratioma myops ingår i släktet Cratioma och familjen vårtbitare. Inga underarter finns listade i Catalogue of Life.